# Сосна Веймутова (Івано-Франківська область)
Сосна Веймутова — ботанічна пам'ятка природи місцевого значення. Об'єкт розташований на території Долинського району Івано-Франківської області, Витвицьке лісництво, квартал 3, виділ 6.
Площа — 0,3000 га, статус отриманий у 1976 році.